# Zawór ciśnieniowy
Zawór ciśnieniowy – zawór bezpieczeństwa w układzie chłodzenia silnika spalinowego. 
Wchodzi w skład korka chłodnicy lub (obecnie najczęściej) korka zbiornika wyrównawczego płynu chłodzącego. Zastosowanie zaworu ciśnieniowego w korku chroni układ przed nadmiernym wzrostem ciśnienia. Zawór ma wyloty otworów, którymi wydostaje się nadmiar pary lub płynu chłodzącego są najczęściej skierowane w tył lub w dół komory silnika, aby ochronić człowieka, który kontrolowałby stan silnika przy otwartej pokrywie komory silnika w momencie wyrzutu pary przez zawór.